# كولين مردوخ
كولين مردوخ (بالإنجليزية: Colin Murdoch)‏ طبيب وصيدلي، سجل باسمه 36 براءة اختراع، كان من أهمها اختراعه بندقية التخدير التي تطلق كبسولات المواد المخدرة على الحيوانات المفترسة والخطيرة، وأيضا اختراعه لنظام الإنذار الصامت عند التعرض للسرقة وغيرها من الإنجازات والابتكارات العلمية المهمة في المجال الطبي.

## اختراعاته
اخترع مرودخ «الحقنة التي تستخدم مرة واحدة» بعد أن لاحظ في منتصف القرن الماضي أن عملية تعقيم الحقن الطبية وتنظيفها يتطلب جهدا كبيرا، وضياع وقت ثمين من اجل ضمان الحقن الطبية التي يتم استخدامها لعدة مرات، حيث كان يلجأ الطبيب المعالج أو الممرض أو أحد أعضاء الفريق الطبي إلى غلي تلك الحقن بشكل مستمر وإضافة مواد تعقيم خاصة عليها لضمان عدم نقلها للأمراض.
وطور «مردوخ» نوع جديد من الحقن الطبية يتم استخدامها لمرة واحدة فقط وتكون معقمة وجاهزة فورا للاستخدام، والتي كان لها الفضل في إنقاذ حياة الملايين من البشر خلال السنوات الخمسين الماضية، حيث أسهمت بشكل كبير في القضاء على الأمراض الناتجة عن العدوى التي كانت تتسبب بها الحقن الطبية القديمة والتي كان يتم استخدامها بشكل متكرر.

## وفاته
توفى المبتكر النيوزيلندي «مردوخ» في مطلع شهر مارس 2008 عن عمر يناهز 79 عاما بعد صراع طويل مع مرض عضال